# Clark Duke
Clark Bailey Duke (Glenwood City, 5 de maio de 1985) é um ator norte-americano conhecido por seus papéis nos filmes Kick-Ass, Rumo ao Sexo e Hot Tub Time Machine, assim como o personagem Dale Kettlewell na série de TV Greek.

## Filmografia

### Filmes
| Ano  | Filme                      | Papel                | Notas                        |
| ---- | -------------------------- | -------------------- | ---------------------------- |
| 2007 | Superbad                   | Adolescente na festa | Creditado como Teen at Party |
| 2008 | Sex Drive                  | Lance Johnson        |                              |
| 2010 | Kick-Ass                   | Marty                |                              |
| 2010 | Hot Tub Time Machine       | Jacob                |                              |
| 2010 | Journey of Mr. Rager       | Ele mesmo            |                              |
| 2012 | A Thousand Words           | Aaron                |                              |
| 2013 | Identity Thief             | Everett              |                              |
| 2013 | The Croods                 | Thunk                | Voz                          |
| 2013 | Kick-Ass 2                 | Marty                |                              |
| 2013 | A.C.O.D.                   | Trey                 |                              |
| 2014 | A Merry Friggin' Christmas | Nelson               |                              |
| 2015 | Hot Tub Time Machine 2     | Jacob                |                              |
| 2016 | Bad Moms                   | Dale Kipler          |                              |
| 2017 | The Last Movie Star        | Doug                 |                              |
| 2018 | Song of Back and Neck      |                      |                              |
| 2022 | Arkansas                   |                      |                              |
| 2022 | Os Croods 2: Uma Nova Era  | Thunk                | Voz                          |

### Televisão
| Ano       | Programa                       | Papel                             | Episódios |
| --------- | ------------------------------ | --------------------------------- | --- |
| 1992–1994 | Hearts Afire                   | Elliot Hartman                    | "Bees Can Sting You, Watch Out: Part 1" "The Big Date" "Three Men and a Bed" "John's Stallion" "While the Thomasons Slept" "Birth of a Donation" |
| 2004      | CSI: Crime Scene Investigation | Frat Boy #1                       | "What's Eating Gilbert Grissom?" |
| 2006      | Clark and Michael              | Clark                             | |
| 2006      | Campus Ladies                  | Ator                              | "The Dare" |
| 2007–2011 | Greek                          | Dale Kettlewell                   | |
| 2008      | Robot Chicken                  | Ator (voz) Biker (voz)            | "Chirlaxx" Bionic Cow |
| 2010      | WWE Monday Night Raw           | Guest host                        | |
| 2010      | Childrens Hospital             | Captain Stern                     | "Joke Overland" |
| 2012      | New Girl                       | Cliff                             | "Valentine’s Day" |
| 2012      | The Office                     | Clark                             | 9ª temporada |
| 2013-2014 | Dois Homens e Meio             | Barry                             | 11ª temporada |
| 2015      | Mom                            | Jackie Biletnikoff                | 2 episódios |
| 2015      | Adventure Time                 | Justin Rockcandy / Jawbreaker Guy | "The Diary" |
| 2015      | SuperMansion                   | Ganky                             | "They Shoot Omega Pets, Don't They" |
| 2016      | Workaholics                    | Trilly Zane                       | "Going Viral" |
| 2017      | Room 104                       | Jarod                             | "Pizza Boy" |
| 2017–2018 | I'm Dying Up Here              | Ron Shack                         | Personagem principal |
| 2019      | Veronica Mars                  | Don                               | 6 episódios |
| 2021      | Inside Job                     | Brett Hand                        | Personagem principal |

### Videoclipes
| Ano  | Música             | Artista       | Nota           |
| ---- | ------------------ | ------------- | -------------- |
| 2010 | Erase Me           | Kid Cudi      | com Kanye West |
| 2010 | Answer to Yourself | The Soft Pack |                |